# Ludolfino
Ludolfino lub Ludolfina (kaszb. Ludolfija, niem. Ludolphine) – zabytkowe założenie przestrzenne znajdujące się w północnej części Gdańska, w dzielnicy Oliwa tuż przy granicy z Sopotem. Sięgające tu Lasy Oliwskie wnikają na teren Ludolfiny, tworząc swoisty klimat. Dawna posiadłość składa się z dworu z oficyną, budynków gospodarczych i założenia parkowego.

## Historia

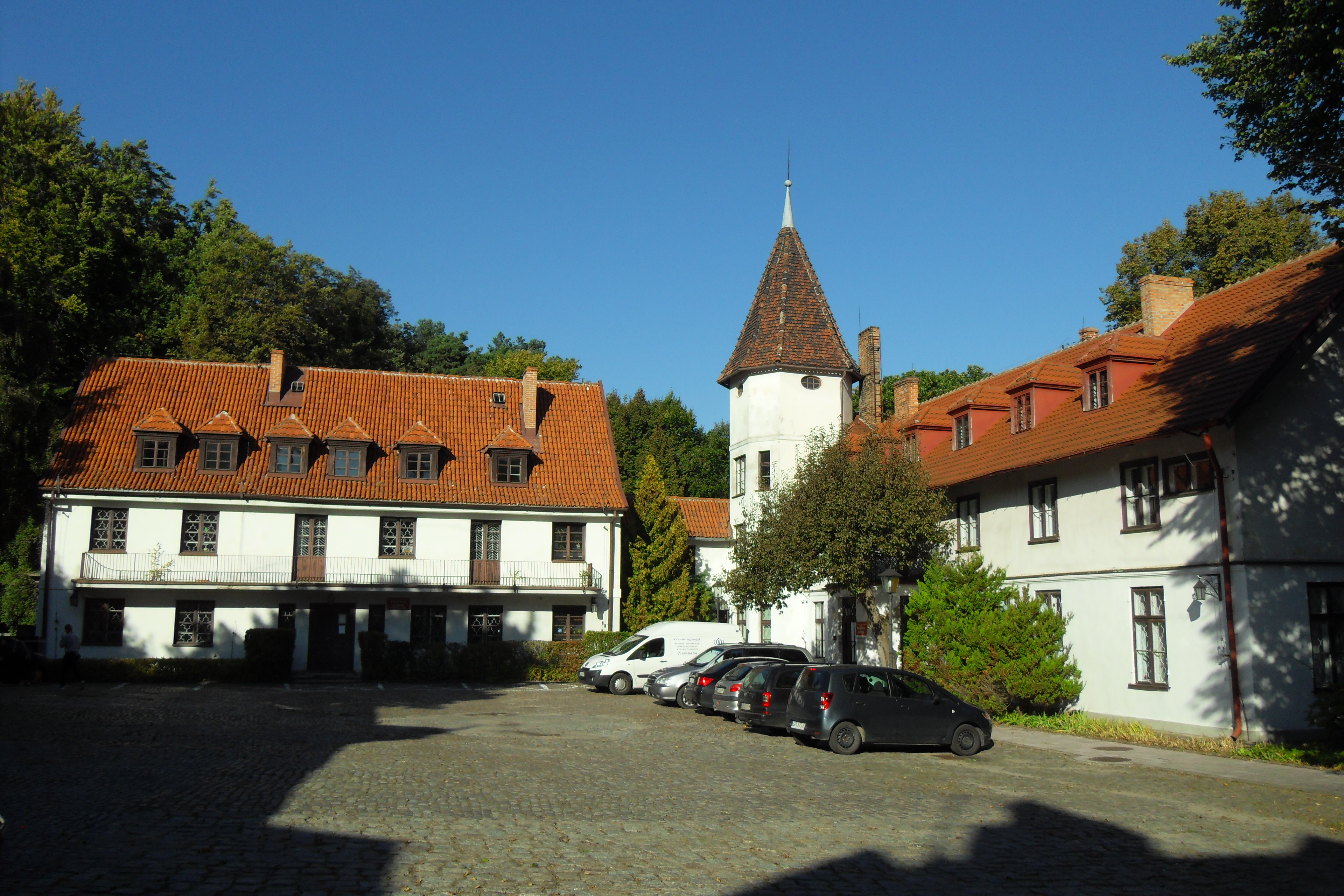
Oficyna i dwór

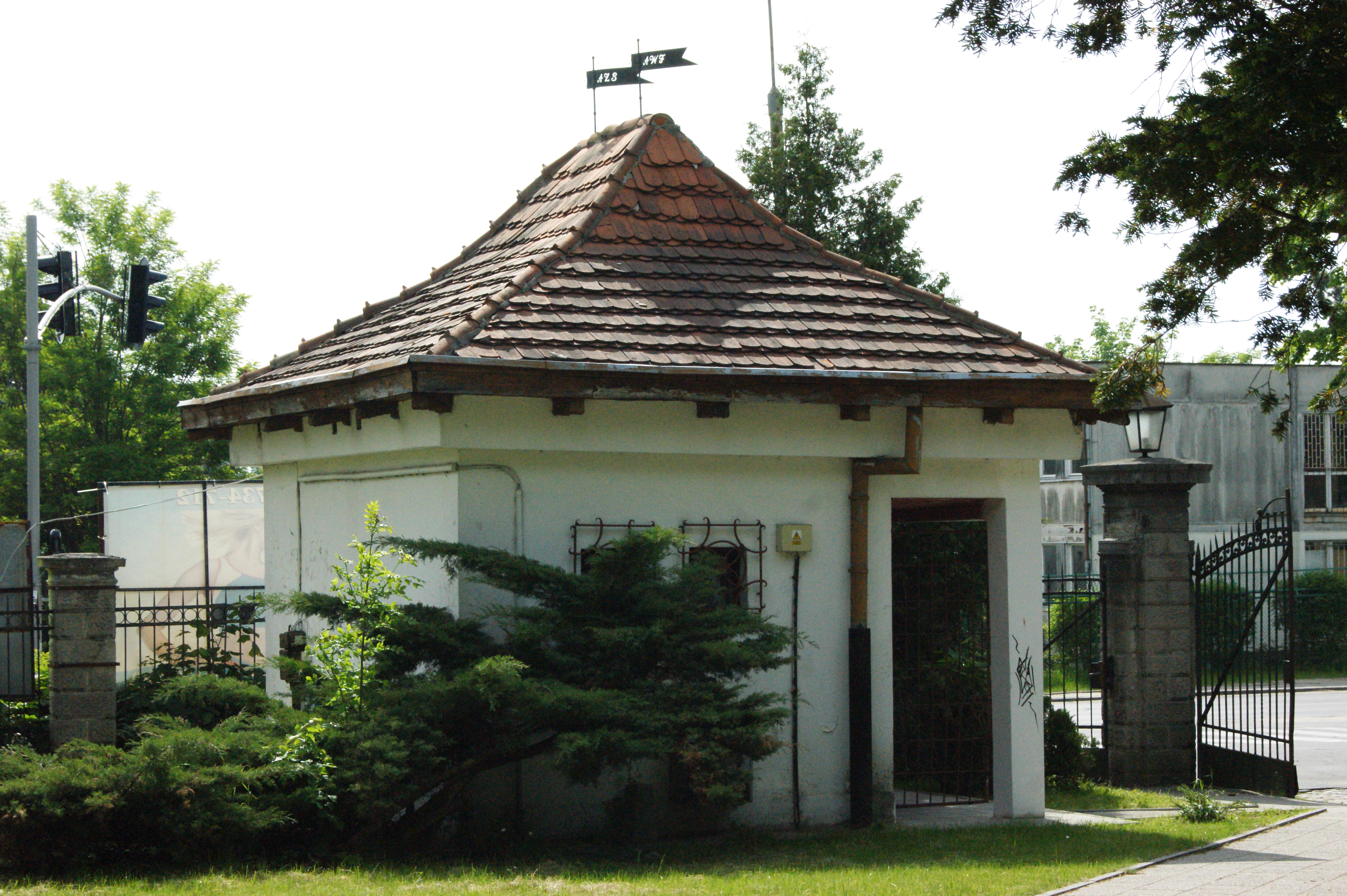
Stróżówka przy bramie głównej

Posiadłość została wydzielona ze Stawowia pod koniec XVIII w. Jej właścicielem był śpiewak operowy, Carl David Ackermann, a nazwa pochodzi od imienia jego żony Dorothei Ludolphiny Bachmann-Ackermann (również śpiewaczki operowej). Miejsce pierwotnie było obsadzone roślinnością (drzewami) parkową z pozostawieniem sięgających tu lasów. Od 1877 właścicielem był Philip Braune, od 1891 Gertrude Braune, od 1919 Karl Braune, od 1922 Robert von Kolkow, od 1933 mieściło siedzibę Ewangelickiego Związku Diakonisek (Evangelische Gemeinschaft Diakonieverband), w 1957 przejęte na własność Skarbu państwa. W 1979 posiadłość została podzielona: południową część założenia parkowego i budynki przekazano Akademii Wychowania Fizycznego i Sportu, północna część dawnego parku ze stawami przeszła na własność Zespołu Szkół Architektoniczno-Projektowych im. Władysława Szafera.
Wyróżniającymi się drzewami są buki czerwone, cypryśniki, tulipanowiec, kasztan jadalny. Znajduje się tu również kilka stawów utworzonych na strumieniach spływających z moreny czołowej. Zabudowania były wielokrotnie przebudowywane, obecnie wykorzystywane są na siedzibę Akademii Wychowania Fizycznego i Sportu, w tym klub studencki. W dalszej części funkcjonuje Zespół Szkół Architektoniczno-Projektowych im. Władysława Szafera, gdzie przedmiotem kształcenia jest m.in. krajobraz i jego urządzanie. Odpowiednikiem Ludolfiny po stronie sopockiej jest majątek Stawowie.